# Barnes (Wisconsin)
Barnes – miasto w Stanach Zjednoczonych, w stanie Wisconsin, w hrabstwie Bayfield.